# Marina Emilse Di Giácomo
Marina Emilse Di Giácomo (Mendoza, 9. siječnja 1976.) je argentinska hokejašica na travi. Igra na mjestu napadačice. Visine je 163 cm i težine 59 kg.
Svojim igrama je izborila mjesto u argentinskoj izabranoj vrsti, za koju igra od 2003.
Igrala je za klub Club Ciudad de Buenos Aires, a od 1988. je u SAD-u, u Kaliforniji, na sveučilištu Old Dominion, gdje studira Komunikacije. Sa sveučilišnim je sastavom postala državna prvakinja u NCAA. 2001. je dobila nagradu Honda za najbolju igračicu u SAD-u. U SAD-u drži i rekord kao igračica koja je postigla najviše pogodaka (63) i asistencija (25) u jednom prvenstvu. Također je dobila naslov najkorisnije igračice, MVP.

## Sudjelovanja na velikim natjecanjima
- 2003.: Trofej prvakinja u Sydneyu, 4.
- 2004.: Panamerički kup u Bridgetownu, zlato
- 2004.: OI u Ateni, bronca

## Vanjske poveznice
- OI 2008.
- Argentinski hokejaški savez